# Estação Iztacalco
A Estação Iztacalco é uma das estações do Metrô da Cidade do México, situada na Cidade do México, entre a Estação Coyuya e a Estação Apatlaco. Administrada pelo Sistema de Transporte Colectivo, faz parte da Linha 8.
Foi inaugurada em 20 de julho de 1994. Localiza-se no cruzamento do Eixo 3 Oriente com a Avenida Canal de Tezontle. Atende o bairro Los Picos de Iztacalco, situado na demarcação territorial de Iztacalco. A estação registrou um movimento de 7.949.025 passageiros em 2016.
Assim como outros nomes pré-hispânicos, a palavra Iztacalco possui múltiplas interpretações. A mais aceita é da combinação dos vocábulos náuatles íxtatl (sal), calli (casa) e co (local), que juntos significam na casa do sal pois nessa região era feita extração de sal das águas do Lago de Texcoco. Outro significado é lugar de casas brancas, resultado da combinação dos vocábulos íztac (branco), calli (casa) e co (local).